# بون ایر (ویرجینیا)
بون ایر (به انگلیسی: Bon Air) یک منطقهٔ مسکونی در ایالات متحده آمریکا است که در شهرستان چسترفیلد، ویرجینیا واقع شده‌است. بون ایر ۲۱٫۶ کیلومتر مربع مساحت و ۱۶٬۳۶۶ نفر جمعیت دارد و ۱۰۰ متر بالاتر از سطح دریا واقع شده‌است.